# Saucerottia
Saucerottia – rodzaj ptaków z podrodziny kolibrów (Trochilinae) w rodzinie kolibrowatych (Trochilidae).

## Zasięg występowania
Rodzaj obejmuje gatunki występujące w Meksyku, Belize, Hondurasie, Salwadorze, Gwatemali, Nikaragui, Kostaryce, Panamie, Kolumbii, Wenezueli i na Trynidadzie i Tobago.

## Morfologia
Długość ciała 7–11 cm; masa ciała 3,5–5,8 g.

## Systematyka

### Etymologia
- Saucerottia (Saucerottea): epitet gatunkowy Trochilus saucerrottei de Lattre & Bourcier, 1846[17]; dr Antoine Constant Saucerotte (1805–1884), francuski lekarz, ornitolog[18].
- Amazilicus: wariant pisowni nazwy rodzaju Amazilia Lesson, 1843[19]. Gatunek typowy: Trochilus saucerrottei de Lattre & Bourcier, 1846.
- Cyanomyia: gr. κυανος kuanos „ciemnoniebieski”; μυια muia, μυιας muias „mucha” (tj. bardzo mały ptak)[20]. Gatunek typowy: Ornismya cyanocephalus Lesson, 1830.
- Erythronota: epitet gatunkowy Ornismya erythronotos Lesson, 1829[a]; gr. ερυθρος eruthros „czerwony”; -νωτος -nōtos „-tyły”, od νωτον nōton „tył”[21]. Gatunek typowy: Trochilus edward De Lattre & Bourcier, 1846.
- Hemithylaca: gr. ἡμι- hēmi- „pół-”, od ἡμισυς hēmisus „połowa”; θυλακος thulakos „luźne spodnie”[22]. Gatunek typowy: Trochilus saucerrottei De Lattre & Bourcier, 1846.
- Hemistilbon: gr. ἡμι- hēmi- „pół-”, od ἡμισυς hēmisus „połowa”; στιλβων stilbōn, στιλβοντος stilbontos „planeta Merkury, błyszczący”, od στιλβω stilbō „błyszczeć”[23]. Gatunek typowy: Amazilia ocai Gould, 1859 (= Ornismya cyanocephalus Lesson, 1830).
- Eratina: gr. ερατεινος erateinos „przyjemny, rozkoszny”, od εραμαι eramai „kochać”[24]. Gatunek typowy: Trochilus viridigaster Bourcier, 1843.
- Eratopis: gr. ερατωπις eratōpis „piękny wygląd”, od ερατος eratos „miły, przyjemny”, od εραμαι eramai „kochać”; -ωπις -ōpis „-licy”, od ωψ ōps, ωπος ōpos „oblicze”[25]. Gatunek typowy: Trochilus cyanifrons Bourcier, 1843.
- Ariana: w mitologii greckiej Ariadna (gr. Ἀριαδνη Ariadnē, łac. Ariadne), córka króla Krety Minosa i Pazyfae, która pomogła Tezeuszowi wydostać się z Labiryntu[26]. Gatunek typowy: Trochilus niveoventer Gould, 1851[b].
- Ariadne: jak Ariana[27]. Nazwa zastępcza dla Ariana Mulsant & E. Verreaux, 1866.
- Leucodora: gr. λευκος leukos „biały”; δορα dora „skóra”[28]. Gatunek typowy: Trochilus edward De Lattre & Bourcier, 1846.
- Lisoria: gr. λειος leios „prosty”; ουρα oura „ogon”[29]. Gatunek typowy: Trochilus saucerrottei De Lattre & Bourcier, 1846.
- Hypochionis: gr. ὑπο hupo „pod, poniżej”; χιων khiōn, χιονος khionos „śnieg”[30]. Gatunek typowy: Ornismya cyanocephalus Lesson, 1830.

### Podział systematyczny
Do rodzaju należą następujące gatunki:
- Saucerottia cyanocephala (Lesson, 1830) – szmaragdzik lazurowy
- Saucerottia beryllina (Deppe, 1830) – szmaragdzik berylowy
- Saucerottia cyanura (Gould, 1859) – szmaragdzik modrosterny
- Saucerottia hoffmanni (Cabanis & F. Heine Sr., 1860) – szmaragdzik stalowy
- Saucerottia edward (De Lattre & Bourcier, 1846) – szmaragdzik złotogrzbiety
- Saucerottia saucerrottei (De Lattre & Bourcier, 1846) – szmaragdzik plantacjowy
- Saucerottia cyanifrons (Bourcier, 1843) – szmaragdzik indygowy
- Saucerottia castaneiventris (Gould, 1856) – szmaragdzik rudobrzuchy
- Saucerottia viridigaster (Bourcier, 1843) – szmaragdzik zielonobrzuchy
- Saucerottia tobaci (J.F. Gmelin, 1788) – szmaragdzik rudorzytny